# 日本怪談劇場
『日本怪談劇場』（にほんかいだんげきじょう）は1970年、東京12チャンネル（現テレビ東京）で放映された時代劇。全13話。放送時間（JST）は土曜21時00分 - 21時56分。歌舞伎座テレビ室制作。

## 内容
全13話であるがオムニバス形式になっており、1話完結の話や2話完結の話など複数の話で成り立っている。題材には著名な話が多いが、オリジナルもある。また、内容が原作から大幅に改編されている物が多い。

## スタッフ
- プロデューサー：神山安平、東陽
- 音楽：牧野由多可
- 制作：東京12チャンネル

## 放映リスト
| 放送日  | タイトル                | 原作          | 脚本     | 監督     | キャスト |
| ------- | ----------------------- | ------------- | -------- | -------- | --- |
| 7月4日  | 怪談・蚊喰鳥            | 宇野信夫      | 冬島泰三 | 土居通芳 | 辰の市、徳の市： 佐藤慶 菊次：三浦布美子 孝次郎：津川雅彦 おろく：田中筆子 善竜：福崎和宏 住職：志水辰三郎 おしげ：村田美智子 町娘：中野良子 おふさ：秋山早苗 やくざ：折尾吉郎、荻健司 出前持：大沢幸祐                                                                       |
| 7月11日 | 怪談・牡丹灯籠 鬼火の巻 | 三遊亭圓朝    | 宮川一郎 | 中川信夫 | 新三郎：田村亮 お露：金井由美 伴蔵：戸浦六宏 志丈：名古屋章 良石：内田朝雄 おみね：阿部寿美子 勇斉：大友純 お米：宮内順子 平左衛門：近藤準 ゴゼ：加藤欣子 ゴゼの娘：黒須薫 六蔵：土屋靖雄 お国：長谷川待子 源次郎：大塚国夫 仲助：穂積隆信 おます：三戸部スエ                 |
| 7月18日 | 怪談・牡丹灯籠 蛍火の巻 | 三遊亭圓朝    | 宮川一郎 | 中川信夫 | 新三郎：田村亮 お露：金井由美 伴蔵：戸浦六宏 志丈：名古屋章 良石：内田朝雄 おみね：阿部寿美子 勇斉：大友純 お米：宮内順子 平左衛門：近藤準 ゴゼ：加藤欣子 ゴゼの娘：黒須薫 六蔵：土屋靖雄 お国：長谷川待子 源次郎：大塚国夫 仲助：穂積隆信 おます：三戸部スエ                 |
| 7月25日 | 怪談・宇津谷峠          | 河竹黙阿弥    | 西沢裕子 | 島津昇一 | 文弥：沢村精四郎 菊：藤田佳子 伊丹屋十兵衛：御木本伸介 山辺新之助：伊吹吾郎 堤婆の仁三：北上弥太郎 尾花六郎左衛門：明石潮 しず：市川春代 三太：小瀬朗 こぶ市：二瓶秀雄 お兼：徳大寺君枝 おいね：金子勝美 四郎兵衛：沢井三郎                                                   |
| 8月1日  | 怪談・皿屋敷            | 為永太郎兵衛  | 成澤昌茂 | 宮下泰彦 | お菊：波野久里子 船瀬三平：若林豪 念仏佐次兵衛：島田正吾 青山主膳：大山克巳 おかね：外崎恵美子 正村十太夫：岡泰正 外在の蟻助：宮島誠 岩渕忠太：井手良男 角助：伊藤漠 宅次：山下操                                                                                             |
| 8月8日  | 四谷怪談 稲妻の巻       | 四世 鶴屋南北 | 成澤昌茂 | 堀内真直 | 民谷伊右衛門：田村高廣 お岩：嵯峨京子 直助権兵衛：東千代之介 小仏小平：睦五郎 お袖：榊ひろみ おいろ：万里昌代 伊藤屋喜兵衛：北原義郎 与茂平：天田俊明 お梅：北島マヤ 宅悦：青山宏 おまき：藤代佳子 石蔵：田村保 桃助：佐藤充男 次郎吉：溝呂木但 お大：藤夏子 おくま：岩倉高子 |
| 8月15日 | 四谷怪談 水草の巻       | 四世 鶴屋南北 | 成澤昌茂 | 堀内真直 | 民谷伊右衛門：田村高廣 お岩：嵯峨京子 直助権兵衛：東千代之介 小仏小平：睦五郎 お袖：榊ひろみ おいろ：万里昌代 伊藤屋喜兵衛：北原義郎 与茂平：天田俊明 お梅：北島マヤ 宅悦：青山宏 おまき：藤代佳子 石蔵：田村保 桃助：佐藤充男 次郎吉：溝呂木但 お大：藤夏子 おくま：岩倉高子 |
| 8月22日 | 怪談・首斬り浅右ヱ門    | 宮川一郎      | 宮川一郎 | 唐順棋   | 山田浅右ヱ門：栗塚旭 およう：長谷川稀世 小栗新之助：高津住男 石出帯刀：信欽三 弥助：鮎川浩 桜井：可知靖之 水野：上林詢 亥三：大平進 やりて：田所千鶴子 文五郎：土方弘 |
| 8月29日 | 怪談・宵宮雨            | 宇野信夫      | 冬島泰三 | 土居通芳 | 竜達：中村勘三郎 (17代目) 太十：伊藤雄之助 おえん：市川和子 おいち：阿部洋子 おとら：黒須薫 久庵：松本克平 徳兵衛：中村山左衛門 おとま：野中マリ子 おきち：牧よし子 亭主：沢田清 おきん：鷲尾愛里 鳥的：大前均 勝蔵：中村勘五郎                                               |
| 9月5日  | 怪談・笠森お染 幽霊茶屋 | 河竹黙阿弥    | 芦沢俊郎 | 外山徹   | お仙、おきつ：朝丘雪路 今村丹三郎：長谷川哲夫 おむら：町田祥子 新吉：花ノ本寿 佐藤金左衛門：戸田皓久 義兵衛：見明凡太朗 市助：高品格 越ヶ谷十兵衛：西田昭市 薄田正興：平田守 おかね：森康子 お沢：松尾千鶴子                                                                  |
| 9月12日 | 怪談・耳なし芳一        | 小泉八雲      | 西川清之 | 堀内真直 | 芳一：中村扇雀 (2代目) 官女汀：田村奈巳 和尚十念：中村俊一 鎧武者：仙波一之 海女加代：水上竜子 納所善達：有馬昌彦 寺男半吾：奥野匡 老女：春江ふかみ 二位の尼：大川真由 建礼門院：松尾悦子                                                                                     |
| 9月19日 | 怪談・乳房の呪い        | 三遊亭圓朝    | 吉田義昭 | 松永利昭 | 磯貝浪江：入川保則 きせ：馬淵晴子 菱川重信：中山昭二 正介：美川陽一郎 萬屋新兵衛：石浜裕次郎 雲海：永井柳太郎 随連：高杉哲平 行庵：山田禅二 お花：川島育恵 竹六：小瀬朗 寺男：小林正                                                                                          |
| 9月26日 | 怪談・雪女              | 小泉八雲      | 宮川一郎 | 土居通芳 | 巳之吉：天知茂 お雪：村松英子 和尚：北見治一 源太：稲吉靖 定吉：山本龍二 巳之吉の少年時代：山本裕之 茂作：北町史朗 |

## 映像ソフト
- 1999年8月27日にケイエスエスより全話収録のレーザーディスクが発売された[2][3]。
- キングレコードからDVDが発売されている。

## 関連作品
- 怪奇ロマン劇場（1969年、NET・東映制作）
- 怪談（1972年、毎日放送・歌舞伎座テレビ室制作）
- 怪奇十三夜（1971年、日本テレビ・ユニオン映画制作）
- 日本名作怪談劇場（1979年、東京12チャンネル・歌舞伎座テレビ室制作）

## 前後番組
| 東京12チャンネル 土曜21時枠 | 東京12チャンネル 土曜21時枠 | 東京12チャンネル 土曜21時枠 |
| 前番組                      | 番組名                      | 次番組                      |
| --------------------------- | --------------------------- | --------------------------- |
| 新藤兼人劇場                | 日本怪談劇場                | 大江戸捜査網                |